# Columbarium mariae
Columbarium mariae là một loài loài ốc biển nước sâu, là động vật thân mềm chân bụng sống ở biển thuộc họ Turbinellidae.

## Phân bố
This species occur in New Zealand.